# Micromeria marginata
Micromeria marginata là một loài thực vật có hoa trong họ Hoa môi. Loài này được (Sm.) Chater mô tả khoa học đầu tiên năm 1971.